# Severinia lemoroi
Severinia lemoroi es una especie de mantis de la familia Mantidae.

## Distribución geográfica
Se encuentra en Argelia, Libia, Marruecos y  Túnez.